# Primera batalla de Bengasi
La primera batalla de Bengasi fue la primera batalla transcurrida en la guerra civil libia en 2011 entre el ejército libio leal a Muamar el Gadafi y los rebeldes que transcurrió en Bengasi, la segunda ciudad más poblada de Libia, Al Bayda y Derna. En Bengasi se produjeron la mayor parte de los combates durante el asedio del recinto de Katiba controlado por el gobierno.

## Estallido
Los combates en Bengasi comenzaron el 17 de febrero, después de dos días de protestas en la ciudad. Las fuerzas de seguridad abrieron fuego contra los manifestantes, matando a 14 de ellos. Al día siguiente, una procesión fúnebre por uno de los muertos pasó por el compuesto de Katiba. Hay testimonios que difieren acerca los realmente ocurrido allí, si fueron los de la procesión lo que comenzaron primero a arrojar piedras o si fueron los soldados del cuartel de Katiba los que abrieron fuego sin provocación. Al final, otras 24 personas de los opositores fueron asesinados. Tras la masacre, dos policías, que fueron acusados de disparar a los manifestantes, fueron ahorcados por los rebeldes. La policía y el personal del ejército más tarde se retiró de la ciudad después de haber sido expulsados por los manifestantes. Algunos miembros del ejército se unieron a los manifestantes y les ayudaron a tomar la estación de radio local controlada por el Estado. En Al Bayda, informes no confirmados indicaron que la policía local y las unidades antidisturbios se unieron a los manifestantes. Al final del día 18 de febrero, el único lugar donde aún había un importante número de seguidores de Gadafi en Bengasi era el complejo de Katiba. Donde se libraría un duro combate hasta tomar este cuartel que era un importante arsenal de armas.

## Batalla
El 19 de febrero, otra procesión funeraria pasó junto al cuartel de Katiba hacia el cementerio desafiando a los leales. De nuevo, los leales dispararon a los rebeldes desde el cuartel. En ese momento, unos 325 mercenarios procedentes de África del Sur fueron movilizados a Bengasi y otros a ciudades más al este para ayudar a restablecer el orden. Durante los días 18 y 19, hubo grandes ataques de represalia de las fuerzas de oposición contra los mercenarios. 50 mercenarios africanos fueron ejecutados por los manifestantes en Al Bayda. Algunos murieron cuando los manifestantes incendiaron la comisaría de policía donde fueron encerrados, 15 fueron linchados en frente del palacio de justicia en Al Bayda.
Tras este nuevo ataque contra los que hacían la procesión, las fuerzas opositoras trataron de echar abajo las paredes del cuartel Katiba con excavadoras, tuvieron que retirarse varias veces por en retirada ante un fuego muy nutrido. A medida que la lucha avanzó, una turba atacó una base local del ejército en las afueras de Bengasi y obligaron a los soldados a entregar sus armas, entre ellos tres blindados ligeros. Después algunos rebeldes hicieron chocar los blindados contra las paredes del cuartel, pero sin lograr derruir del todo la pared. Días más tarde, los blindados todavía se podían ver, encajados en las paredes derruidas del cuartel.
Los combates se detuvieron en la mañana del día 20. Otras 30 personas murieron durante las últimas 24 horas de combate. Un tercer cortejo fúnebre pasó el compuesto Katiba. Con la distracción del funeral, un suicida con coche-bomba atacó las puertas del complejo haciéndola volar por los aires. Entonces los rebeldes aprovecharon y asaltaron el cuartel, esta vez con refuerzos llegados de Al Bayda y Derna Durante este ataque 42 personas perdieron la vida. Por la tarde el ministro de interior libio Abdul Fatah Younis se presentó con un escuadrón de fuerzas especiales llamada "Rayo" para salvar al cuartel sitiado.
Las tropas de su unidad, con base en las afueras de la ciudad, llegaron a Katiba armados con ametralladoras y camiones con cañones antiaéreos. Seguido por dos tanques bajo el mando de Younis. Sin embargo, Younis desertó de las fuerzas leales y se pasó a los rebeldes, otorgándole un salvoconducto para los partidarios de Gadafi para que se fueran de la ciudad. Las tropas de Gaddafi fueron evacuadas, pero antes mataron a los soldados que se negaron a abrir fuego contra los rebeldes. Unos 130 soldados rebeldes murieron en Bengasi y Al Bayda.

## Bajas
Entre 110 y 257 muertos tuvo el bando rebelde. Además otros 63 rebeldes fueron asesinados en Al Bayda y 29 en Derna. Es posible que otros 130 soldados rebeldes fueran ejecutados por las fuerzas gubernamentales. Por lo que podrían haber sido un total estimado de 332 hasta 479 muertos pertenecientes a las fuerzas rebeldes en los combates en Bengasi, Al Bayda y Derna. Otras 1.932 personas resultaron heridas. En el otro bando 111 soldados leales caídos. De los 325 mercenarios enviados al este para sofocar la fase inicial del levantamiento, se informó que 50 fueron capturados y ejecutados por la oposición, y por lo menos otros 236 fueron capturados con vida. Se desconoce la suerte del resto de los mercenarios.